# 威氏莖方頭魚
威氏莖方頭魚，為輻鰭魚綱刺尾鯛目弱棘魚科莖方頭魚屬的其中一種，分布於中西大西洋區的巴哈馬群島及維京群島海域，棲息深度10-91公尺，體長可達46.9公分，為底棲性魚類，屬肉食性。

## 擴展閱讀
維基物種上的相關：威氏莖方頭魚